# Nesanaphe mirabilis
Nesanaphe mirabilis är en fjärilsart som beskrevs av Pierre E.L. Viette 1955. Nesanaphe mirabilis ingår i släktet Nesanaphe och familjen tandspinnare. Inga underarter finns listade i Catalogue of Life.